# Grande Repressão na Mongólia

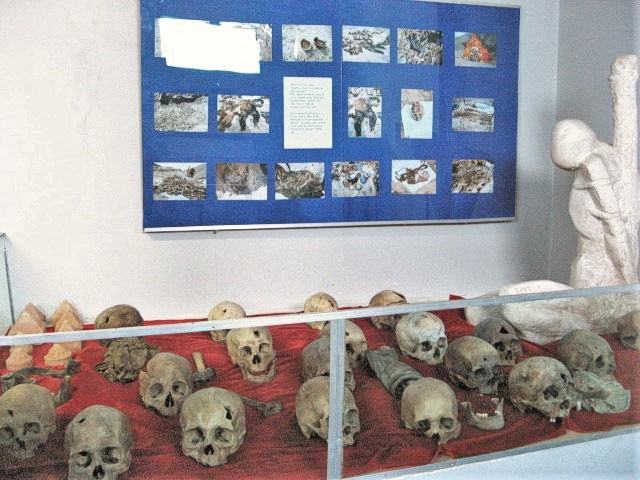
Crânios de vítimas, que foram executados com um tiro na cabeça, expostos no museu dedicado à repressão.

A Grande Repressão na Mongólia foi uma série de expurgos liderados por Khorloogiin Choibalsan na República Popular da Mongólia sob a influência da URSS. As vítimas incluíam budistas, dissidentes políticos, nacionalistas, intelectuais, aristocratas e pessoas pertencentes aos grupos étnicos Buryat e Cazaque, com entre 20.000 e 35.000 "inimigos da revolução" (entre 3 e 5% da população total) que foram executados. Bohumir Šmeral, membro do Internacional Comunista, diria que “as pessoas não são importantes, o território é importante. A Mongólia é maior que a Inglaterra, França e Alemanha”.

## Prelúdio: 1921 - 1936
Após a Revolução Mongol de 1921, lutas internas dentro do Partido Revolucionário do Povo Mongol (MPRP) resultaram em várias ondas de expurgos políticos violentos, muitas vezes alimentados por agentes e conselheiros da Internacional Comunista ou dos soviéticos. Em agosto de 1922, Dogsomyn Bodoo, o primeiro primeiro-ministro do período revolucionário, foi executado junto com outros após confessar sob tortura, por agentes soviéticos, que conspiraram para derrubar o governo. Dois anos depois, o acusador de Bodoo, Soliin Danzan, foi executado por representar "interesses burgueses".
Em 1928, vários membros seniores do MPRP foram presos ou exilados em um expurgo em grande escala quando o país começou seu “Período de Esquerda” de coletivização e expropriação de terras, juntamente com a perseguição aos budistas. Essas medidas levaram a uma crise econômica que resultou em vários levantes em 1932, resultando na expulsão de vários esquerdistas de linha dura do MPRP. O governo soviético reagiu rapidamente e enviou mercadorias e tropas. Cercadas por comunistas, as áreas rebeldes enfrentaram a fome que levou ao canibalismo. Peljidiin Genden seria nomeado primeiro-ministro e executaria uma política de "Nova Reforma" que seguiria o modelo da Nova Política Econômica de Lenin, reduzindo impostos e permitindo o crescimento da empresa privada, resultando na redução da escassez e na melhoria da situação econômica.
Em 1933-1934, o Secretário-Geral do MPRP, Jambyn Lkhümbe, foi falsamente acusado de conspirar com espiões japoneses. Mais de 1.500 pessoas foram implicadas e 56 foram executadas. Stalin, diante de uma possível expansão militar japonesa no Extremo Oriente soviético, procurou estabilizar a Mongólia eliminando a oposição ao governo apoiado pelos soviéticos. Genden, que a princípio estava do lado de Stalin, começou a se distanciar dele diante das pressões que exercia. Genden seria expurgado em 1936 e morto no ano seguinte no Grande Expurgo.

## A Grande Repressão
Em agosto de 1937, Khorloogiin Choibalsan foi promovido a comandante-chefe das forças armadas da Mongólia. No dia seguinte à sua promoção, Choibalsan emite a Ordem 366 declarando que muitos na Mongólia "haviam caído sob a influência de espiões e provocadores japoneses". Nesse mesmo mês, Stalin, alarmado com os movimentos militares dos japoneses na Manchúria, ordenou o estacionamento de 30.000 soldados do Exército Vermelho na Mongólia e enviou Mikhail Frinovsky que seria o encarregado de lançar os expurgos, entregando uma lista de 115 contra-revolucionários e Colaboradores japoneses recomendando a Choibalsan que fossem eliminados. A prisão de 65 altos funcionários e intelectuais na noite de 10 de setembro de 1937 daria início aos expurgos. Todos foram acusados de espionagem para o Japão, a maioria confessando sob tortura. O primeiro julgamento aconteceria no Teatro Central de Ulan Bator, no qual das 14 pessoas acusadas, 13 seriam condenadas à morte.
A violência durou quase 18 meses. 18.000 lamas acusados de ser contra-revolucionários foram executados e aqueles que não foram executados foram alistados nas Forças Armadas da Mongólia ou laicizados à força. Cerca de 25 pessoas de altos cargos no partido e no governo foram executadas, 187 da liderança militar, 36 dos 51 membros do Comitê Central. Gulags foram abertos para prender dissidentes enquanto outros eram transportados para gulags na URSS. Às vezes, Choibalsan estava presente em sessões de tortura.

## Fim da Grande Repressão

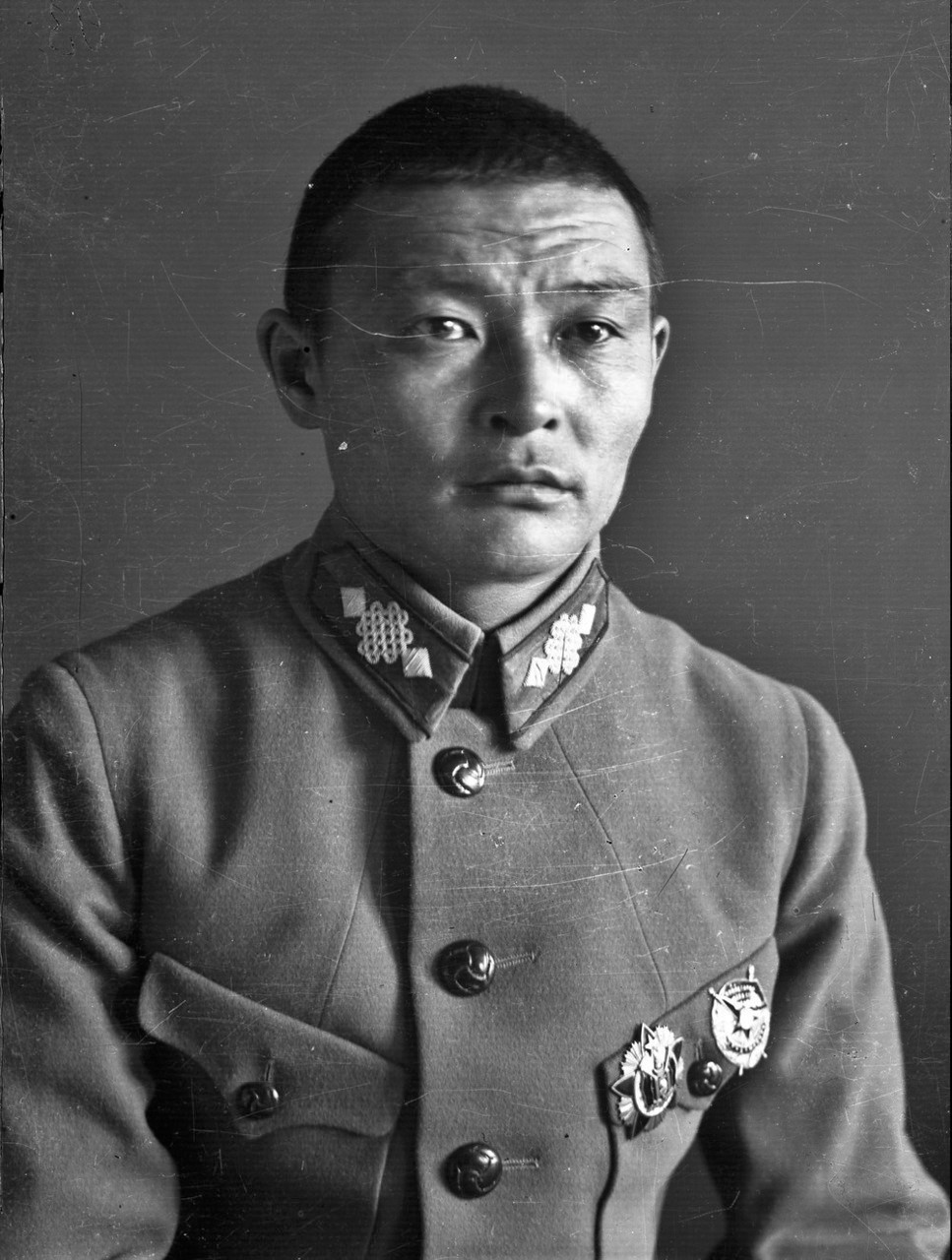
Khorloogiin Choibalsan

Enquanto agentes do NKVD e funcionários do Ministério do Interior realizavam os expurgos, Choibalsan passou seis meses atormentado pelo estresse (agosto de 1938 - janeiro de 1939) se recuperando e consultando Stalin, Kliment Voroshilov e Nikolai Yezhov em Moscou e Sochi. Sob as diretrizes soviéticas, Choibalsan expurgaria o popular primeiro-ministro Amar, acusando-o de ajudar conspiradores antigovernamentais e de negligenciar a defesa das fronteiras. Amar seria preso em 1939 e enviado para a URSS, onde seria executado. Com esta ação, Choibalsan se tornaria o líder indiscutível da Mongólia ocupando os cargos de Primeiro-Ministro, Ministro do Interior, Ministro da Guerra e Comandante-em-Chefe das Forças Armadas da Mongólia.
Já no cargo, Choibalsan acabaria com o terror em abril de 1939, declarando que os excessos haviam sido cometidos por funcionários excessivamente zelosos enquanto ele estava na URSS, mas que os verdadeiros culpados, sob sua supervisão, haviam sido presos. A culpa recaiu sobre o vice-ministro de assuntos internos, Nasantogtoh, e seu ex-administrador soviético Kichikov. Ambos seriam presos e executados.